# 河北资源环境职业技术学院
河北资源环境职业技术学院，位于河北省石家庄市，是经河北省人民政府批准、教育部备案的独立建制公办高校。该校成立于1979年。2003年，纳入普通高等教育招生系列。
河北资源环境职业技术学院现在拥有三个大系十四个专业，是长江以北唯一一所具有地质类特色的专业门类齐全的高职院校。大部分毕业生已成为项目负责、工程师、高级工程师或担任领导职务，为中国的大发展做出了积极贡献。目前蟠龙湖分校区建设项目已经开始启动。

## 历史沿革
1979年5月9日，河北地质职工大学成立。他的前身是由河北省地质局筹建的河北省地质局干部学校。1982年，河北地质局干部学校改建为河北省地质职工学校。同年教育部对该学校予以备案，成为独立建制的高等学校。
1991年，河北地质职工大学与河北地矿局技工学校合并，并更名为河北地质职工大学暨技工学校。
2003年，经河北省教育厅批准，河北地质职工大学进入普通高等教育招生系列。
2009年，河北地质职工大学暨技工学校更名为“河北地质职工大学”和“河北省地质矿产勘查开发局技工学校”。
2021年8月6日，河北省教育厅发布公示，经河北省高等学校设置评议委员会专家考察和评议，河北地质职工大学由成人高等学校改建为公办普通高职学校河北资源环境职业技术学院（暂定名）。2021年11月11日，中华人民共和国教育部核准备案，同意建设河北资源环境职业技术学院。

## 地理位置
学校位于河北省省会石家庄市的桥西区，在东西中心街道中山西路上，交通便利。周边还有石家庄市职业技术学院、石家庄陆军指挥学院等高等院校，毗邻裕西公园。

## 院系设置

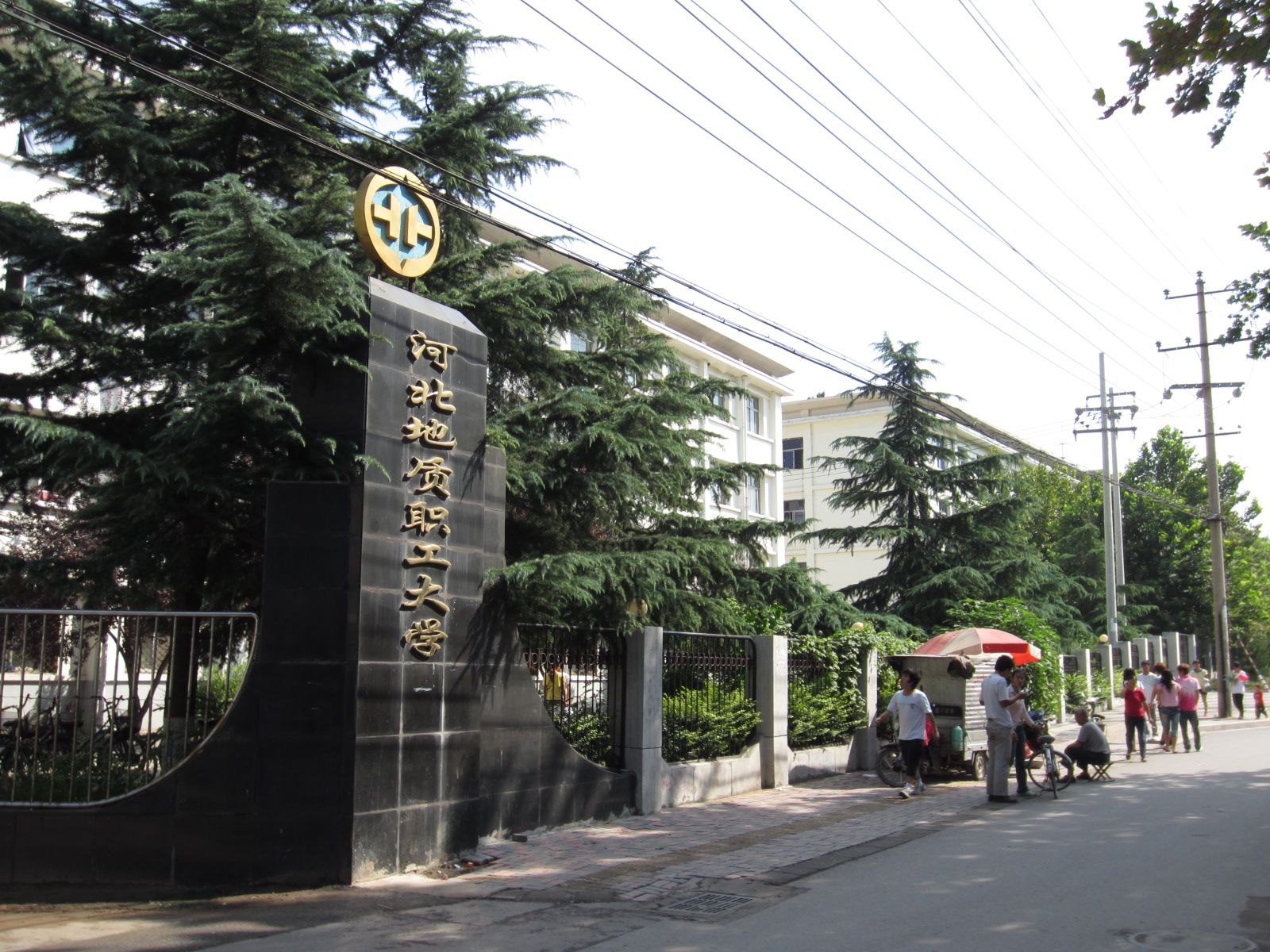
位于中山西路的学校大门之一

### 地质系
- 水文与工程地质专业
- 区域地质调查与矿产普查专业
- 岩矿分析与鉴定技术专业
- 煤田地质与勘查技术专业
- 石油与天然气地质勘探技术专业
- 矿山地质专业
- 安全技术管理专业
- 地球物理勘查技术专业

### 工勘系
- 工程地质勘查专业
- 钻探技术专业
- 工程测量技术专业
- 地籍测绘与土地管理信息技术专业

### 经管系
- 会计与审计
- 会计电算化
- 资产评估与管理

## 办学规模

### 校区地址
学校现有两个校区，地址如下：
- 市区：桥西区中山西路901号。
- 元氏县：蟠龙湖分校区。

### 实习基地
该校有50余个教学实习基地遍布北京、河南周口店以及河北全省等地建。

#### 河北省
- 石家庄
  - 河北省地质调查院
  - 河北省环境地质勘查院
  - 河北省地勘局石家庄综合地质大队
  - 河北省地勘局水文工程地质勘查院
  - 河北省地勘局国土资源勘查中心
  - 华北有色工程勘察院
  - 石家庄金石地质勘测有限公司

- 唐山
  - 河北省地勘局第二地质大队
  - 河北省地勘局第五地质大队

- 秦皇岛
  - 中国地质大学秦皇岛实习基地
  - 河北省地勘局秦皇岛矿产水文工程地质大队
  - 秦皇岛柳江盆地国家地质实习基地

- 邯郸
  - 河北省地勘局第一地质大队

- 邢台
  - 河北省地勘局第十一地质大队

- 廊坊
  - 河北省地勘局测绘院
  - 河北省区域地质矿产调查研究所

- 保定
  - 河北地矿建设工程集团保定公司工程二处
  - 河北省地球物理勘查院

- 衡水
  - 河北省地勘局第三水文地质大队
  - 河北地矿建设工程集团衡水公司

- 承德
  - 河北省地勘局第四地质大队

- 沧州
  - 河北省地勘局第四地质大队探矿工程技术研究院
  - 河北省地勘局第四水文工程地质大队

#### 河南
- 周口店
  - 中国地质大学周口店实习站

## 学生机构
- 河北地质职工大学学生会
- 河北地质职工大学学生社团联合会
- 河北地质职工大学学生青年志愿者协会

## 校园文化

### 校徽
该校校徽外形为圆形，最外面的外圈象征着是罗盘，中间的小圆象征是放大镜，校园中间为地质锤。罗盘、放大镜、地质锤这三样是地质队员进行地质考察所必备的重要工具，三样工具很巧妙的集合在一起。在外圆和内圆之间上面书写校名，下面书写校名的英文版，地质锤下面写着建校日期。

### 校训
学校校训为—「探清祖国宝藏」，是朱德在1959年所写。

### 校歌
校歌如同其他地址院校一样，定电影《年轻一代》的主题曲《勘探队员之歌》为校歌。

## 现任领导
- 李书法：党委书记、校长。
- 于锦泽：党委委员、纪委书记、工会主席。
- 崔晓梅：党委委员、副校长。
- 崔俊明：党委委员、副校长[參⁠ 8]。